# Cas Pujol
Es coneix com a cas Pujol el procés judicial que se segueix el 2014 contra Jordi Pujol, llavors líder de Convergència Democràtica de Catalunya, pels diners que presumptament va dipositar en paradisos fiscals, procedents d'una herència no declarada del seu progenitor, Florenci Pujol.
En saber-se aquest fet Pujol va ser apartat de tots els seus càrrecs honorífics a Convergència i els nous dirigents cridaren a una refundació del partit, que va refundar-se en el Partit Demòcrata Europeu Català (PdeCAT), avui dissolt.
El cas implica la seva dona, Marta Ferrussola i els seus fills. Un d'ells Jordi Pujol i Ferrussola, va passar vuit mesos en presó preventiva, fins que va sortir en llibertat el desembre de 2017 després de dipositar una fiança de mig milió d'euros.

## Història
El 25 de juliol de 2014, Jordi Pujol i Soley reconegué mitjançant un comunicat personal l'existència de diners no regularitzats a comptes a l'estranger des de 1980, que tenien origen en la deixa del seu pare Florenci i que havien sigut gestionats durant anys per Delfí Mateu i Sayos. Segons el document, els fons s'acolliren a la regularització extraordinària promoguda pel Govern d'Espanya el 2012. Fins al comunicat, l'expresident havia negat la possessió de diners a paradisos fiscals i havia interposat una querella contra el diari El Mundo després de la publicació que la Policia Nacional havia informat de l'existència de 137 milions d'euros en comptes de la família Pujol a Ginebra. L'endemà de fer-se públic el comunicat de Jordi Pujol, El Mundo afirmà que la família podia acumular a paradisos fiscals uns 600 milions d'euros, segons les investigacions policials.
La confessió de Jordi Pujol generà una controvèrsia política que motivà l'anunci de la retirada de l'oficina institucional, la pensió vitalícia i el tractament de Molt Honorable per la Generalitat de Catalunya així com la renúncia als títols de president fundador de Convergència Democràtica de Catalunya i de Convergència i Unió. En aquesta mateixa línia, des de l'alcaldia de Barcelona se li reclamà el retorn de la medalla d'or de la ciutat, que Pujol feu efectiva l'agost del mateix any.
El 29 de gener de 2015, Jordi Pujol declarà davant del jutjat que no tenia cap document que acredités l'origen de la fortuna. L'expresident digué que no volia saber res dels diners «per por».
Si bé es xifra aquesta quantitat entre els 5 i els 8 milions d'euros, el cas continua obert i centrat en la figura del seu fill, Oleguer Pujol, per blanqueig de capitals i en Jordi Pujol i Ferrussola, qui fou detingut de manera preventiva el 2017.